# Мультифононне розсіювання
Мультифононне розсіювання — розсіювання світла за рахунок процесів перекиду, фононних домішок, фононно-електронного та фононного граничного розсіювань. Кожен із них може бути описаним у вигляді частоти релаксації, яка є оберненою до часу релаксації 1/{\displaystyle \tau }. У такому випадку, сумарне розсіювання буде виглядати як:
{\displaystyle {\frac {1}{\tau _{C}}}={\frac {1}{\tau _{U}}}+{\frac {1}{\tau _{M}}}+{\frac {1}{\tau _{B}}}+{\frac {1}{\tau _{ph-e}}}}.
Доданки цього виразу {\displaystyle \tau _{U}}, {\displaystyle \tau _{M}}, {\displaystyle \tau _{B}}, {\displaystyle \tau _{ph-e}} є відповідно частотами релаксації процесів перекиду, розсіювання на домішках диференційованих по масі, граничне та фононно-електронне розсіювання.